# 小行星16121
小行星16121（16121 Burrell）是一颗绕太阳运转的小行星，为主小行星带小行星。该小行星于1999年12月7日发现。

## 轨道参数
小行星16121的轨道半长轴为2.4221481 UA，离心率为0.110。